# 北杭瀬村
北杭瀬村（きたくいせむら）は、かつて岐阜県安八郡に存在した村である。
分割され、大垣市と不破郡赤坂町に編入されたが、1967年（昭和42年）に赤坂町は大垣市に編入されているので、北杭瀬村であった地域は、現在の大垣市北部に該当することになる。
村名は杭瀬川に由来し、杭瀬川の東岸の村である。

## 沿革
- 江戸時代、一帯は美濃国安八郡であり、大垣藩領であった。
- 1897年（明治30年）4月1日 - 木戸村、笠木村、笠縫村 、河間村、南一色村、興福地村、池尻村が合併し、北杭瀬村となる。
- 1928年（昭和3年）4月15日 - 北杭瀬村が分割される。旧・池尻村、興福地村は不破郡赤坂町へ、旧・木戸村、南一色村、笠木村、笠縫村、河間村は大垣市へ編入される。

## 教育
- 耕文尋常小学校（1929年廃校。廃校後に大垣市北尋常高等小学校（現大垣市立北小学校）が新規開校）

## 交通
- 養老電気鉄道養老線
- 西大垣駅、室駅、河間駅

## 史跡
- 笠縫宿